# Australian of the Year
Australian of the Year ist ein Preis, der seit 1960 alljährlich in Australien vergeben wird, um Bürger auszuzeichnen, die entweder auf ihrem Gebiet herausragendes erreicht haben, einen „signifikanten Beitrag zur australischen Gemeinschaft und Nation“ geleistet haben oder ein Vorbild in der australischen Gemeinschaft sind. Seit 1979 wird zusätzlich der Young Australian of the Year Award vergeben, der Senior Australian Award wurde 1999 eingeführt, und der Local Hero Award 2003. Die Preisträger werden durch den Australia Day Council bestimmt.
Der Preisträger wird alljährlich am 25. Januar, dem Vorabend des Nationalfeiertages Australia Day verkündet und dann am Australia Day präsentiert; dabei überreicht der Premierminister eine Trophäe. Ein Geldpreis ist damit nicht verbunden. Bereits der Nominierungsprozess findet die Aufmerksamkeit der Medien und über den Gewinner wird ausführlich berichtet.

## Preisträger
| Jahr               | Name                              | Kommentar |
| ------------------ | --------------------------------- | --- |
| 1960               | Sir Frank Macfarlane Burnet       | Virologe; 1960 Nobelpreis für Physiologie oder Medizin |
| 1961               | Dame Joan Sutherland              | Opern-Sängerin |
| 1962               | Jock Sturrock                     | Segler |
| 1963               | Sir John Carew Eccles             | Neurophysiologe; 1963 Nobelpreis für Physiologie oder Medizin |
| 1964               | Dawn Fraser                       | Schwimmer; Goldmedaille 1956, 1960 und 1964 bei den Olympischen Spielen |
| 1965               | Sir Robert Helpmann               | Schauspieler, Ballett-Tänzer, Regisseur |
| 1966               | Sir Jack Brabham                  | Rennfahrer; Formel-1-Champion 1959, 1960 und 1966 |
| 1967               | The Seekers                       | Musik-Gruppe |
| 1968               | Lionel Rose                       | Boxer; erster Aborigine, der Welt-Boxtitel gewann (1968) |
| 1969               | Richard Casey, Baron Casey        | Politiker, Diplomat, Generalgouverneur von Australien (1965–1969) |
| 1970               | Sir Norman Kardinal Gilroy        | Kleriker; erster Kardinal der Römisch-Katholischen Kirche, der in Australien geboren wurde                                                                                                   |
| 1971               | Evonne Goolagong                  | Tennisspielerin |
| 1972               | Shane Gould                       | Schwimmerin; Gewinnerin von drei Gold-, einer Silber- und einer Bronzemedaille bei den Olympischen Sommerspielen 1972                                                                        |
| 1973               | Patrick White                     | Autor; 1973 Nobelpreis (Literatur) |
| 1974               | Sir Bernard Heinze                | Musiker, Dirigent und Musikpädagoge |
| 1975 (zwei Preise) | Sir John Cornforth Alan Stretton  | Wissenschaftler; 1975 Nobelpreis in Chemie General der australischen Armee; managte Aufräumarbeiten beim Zyklon Tracy                                                                        |
| 1976               | Sir Edward Dunlop                 | Militär-Chirurg im Zweiten Weltkrieg, Kriegsgefangener |
| 1977 (zwei Preise) | Dame Raigh Roe Sir Murray Tyrrell | Präsidentin der Country Women’s Association Offizieller Sekretär von sechs Generalgouverneuren von Australien                                                                                |
| 1978 (zwei Preise) | Alan Bond Galarrwuy Yunupingu     | Geschäftsmann Aktivist: Landrechte der Aborigines |
| 1979 (zwei Preise) | Neville Bonner Harry Butler       | Erster Aborigine, der in das Australische Parlament gewählt wurde Naturforscher |
| 1980               | Manning Clark                     | Historiker |
| 1981               | Sir John Crawford                 | Wirtschaftswissenschaftler |
| 1982               | Sir Edward Williams               | Richter am Supreme Court von Queensland; Vorsitzender der Commonwealth Games von 1982 |
| 1983               | Robert de Castella                | Marathonläufer |
| 1984               | Lowitja O’Donoghue                | Aborigine, Gesundheitsmitarbeiterin; Gründungsvorsitzende der Aboriginal and Torres Strait Islander Commission (1990–1996)                                                                   |
| 1985               | Paul Hogan                        | Schauspieler |
| 1986               | Dick Smith                        | Unternehmer |
| 1987               | John Farnham                      | Sänger |
| 1988               | Kay Cottee                        | Erste weibliche Seglerin, die einhändig und non-stop die Welt umsegelt (1988) |
| 1989               | Allan Border                      | Kapitän der australischen Cricket-Nationalmannschaft |
| 1990               | Fred Hollows                      | Ophthalmologe; Gründer der The Fred Hollows Foundation |
| 1991               | Peter Hollingworth                | Bischof; Generalgouverneur von Australien (2001–2003) |
| 1992               | Mandawuy Yunupingu                | Sänger von Yothu Yindi |
| 1993               | Kein Preis vergeben               | |
| 1994               | Ian Kiernan                       | Umweltschützer; Gründer von Clean Up Australia und Clean Up the World |
| 1995               | Arthur Boyd                       | Maler |
| 1996               | John Yu                           | Pädiater |
| 1997               | Peter Doherty                     | Veterinär; Immunologe; 1996 Nobelpreis in Physiology oder Medizin |
| 1998               | Cathy Freeman                     | Athletin; auch Young Australian of the Year 1990 |
| 1999               | Mark Taylor                       | Kapitän der australischen Cricket-Nationalmannschaft |
| 2000               | Sir Gustav Nossal                 | Immunologe |
| 2001               | Sir Peter Cosgrove                | Chief of the Australian Army (2000–2002); Kommandeur der International Force for East Timor; Chief of the Australian Defence Force (2002–2005); Generalgouverneur von Australien (2014–2019) |
| 2002               | Patrick Rafter                    | Tennisspieler |
| 2003               | Fiona Stanley                     | Epidemiologin |
| 2004               | Steve Waugh                       | Kapitän der australischen Cricket-Nationalmannschaft |
| 2005               | Fiona Wood                        | Plastische Chirurgin; behandelte Opfer des Anschlags von Bali 2002 |
| 2006               | Ian Frazer                        | Immunologe |
| 2007               | Tim Flannery                      | Wissenschaftler; Aktivist gegen Globale Erwärmung |
| 2008               | Lee Kernaghan                     | Sänger |
| 2009               | Mick Dodson                       | Aktivist für die Rechte der Aborigines |
| 2010               | Patrick McGorry                   | Psychiater |
| 2011               | Simon McKeon                      | Philanthrop, Geschäftsmann |
| 2012               | Geoffrey Rush                     | Schauspieler |
| 2013               | Ita Buttrose                      | Journalistin, Gründerin des Frauenmagazins „Cleo“ |
| 2014               | Adam Goodes                       | Aboriginal AFL-Spieler und Anti-Rassismus-Aktivist |
| 2015               | Rosie Batty                       | Aktivistin gegen Gewalt in der Familie |
| 2016               | David Morrison                    | Chief of the Australian Army; Verdienste für Gleichberechtigung, Diversität und Inklusion |
| 2017               | Alan Mackay-Sim                   | Biomediziner |
| 2018               | Michelle Yvonne Simmons           | Professorin für Quantenphysik |
| 2019 (zwei Preise) | Craig Challen Richard Harris      | Höhlentaucher bei der Rettungsaktion in der Tham Luang |
| 2020               | James Muecke                      | Augenheilkundler |
| 2021               | Grace Tame                        | |